# Philippe Rousseau
Philippe Rousseau (Parigi, 1816 – Acquigny, 1887) è stato un pittore francese.

## Biografia

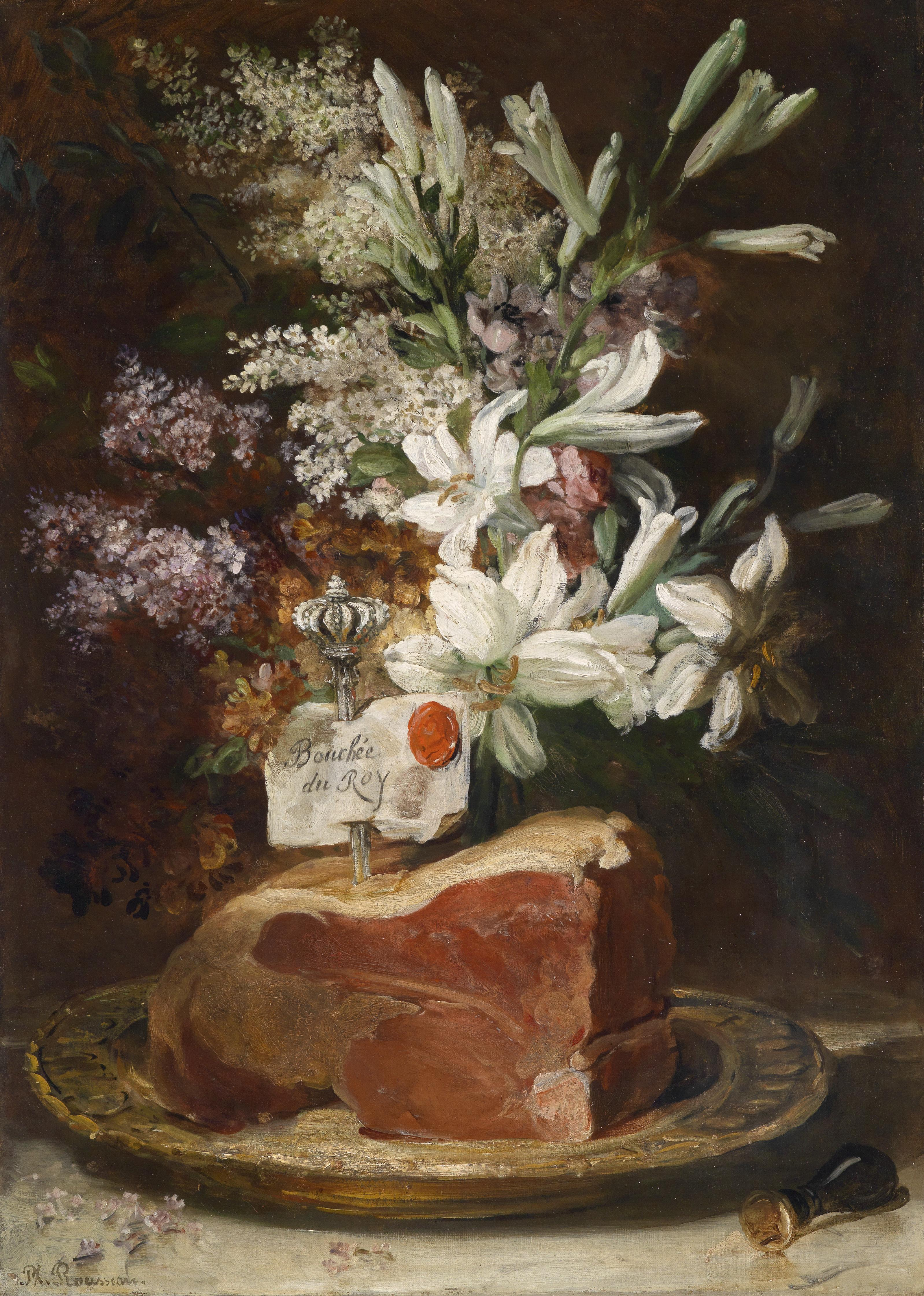
La Bouchee du Roy, Attuale localizzazione sconosciuta

Allievo di Gros e di Bertin, si dedicò inizialmente al paesaggio, dipingendo dal vero e insieme ispirandosi agli olandesi del XVII secolo. L’influsso di questi ultimi impronta altrettanto profondamente le sue rappresentazioni di animali; sue opere rappresentative si trovano nei musei di Chartres, Douai, Lione, Riom, Rouen. 
Le nature morte, che costituiscono la parte migliore del suo lavoro, come ad esempio Marmellate di prugne, del 1871, ora al Musée di Dieppe e altri esempi al Museo del Louvre di Parigi, alla National Gallery di Londra, allo Stedelijk Museum di Amsterdam e nei musei di Le Mans, Reims e Valenciennes.